# Герасименки
Герасименки — деревня в Краснинском районе Смоленской области России.  С 2017г. — в составе Гусинского сельского поселения (до этого относилась к Красновскому сельскому поселению). Население — 16 жителей (2007 год).

## География
Расположена в западной части области в 23 км к северо-западу от Красного, в 2 км южнее автодороги М1 «Беларусь», на правом берегу реки Днепр. В 3,5 км северо-западнее деревни расположена железнодорожная станция Красное на линии Москва — Минск. 

## История
На картах Могилёвской губернии с 1772 г. (в т.ч. и периода Могилёвского наместничества, 1778-1796 гг.) данный населенный пункт, скорее всего, назывался Горастьменка. Территориально деревня относилась к 4 благочинию Могилёвской епархии, имелась церковь св. Григория Богослова.
По состоянию на 1880-е гг. "Герасименки, село бывшее владельческое (т.е. принадлежавшее ранее дворянам, с живущими там крепостными); при реке Днепре, дворов 34, жителей 217, церковь православная, богадельня, школа".
В 1910 г. село Герасименки Московско-Брянской железной дороги имело 57 дворов, проживало 200 мужчин, 202 женщины.
До 30.06.1919 входило в состав Хлыстовичской волости Оршанского уезда Могилёвской губернии. Затем, по 1924 г. в составе Мстиславского уезда, по 1929 г. — Смоленского уезда Смоленской губернии. До 1965 г. относилось к Красновскому сельсовету Руднянского района Западной (с 1937 г. — Смоленской) области. С 1965 передано Краснинскому району.
В годы Великой Отечественной войны деревня была оккупирована гитлеровскими войсками в июле 1941 года, освобождена в сентябре 1943 года.
После освобождения в деревне располагалось управление 1-го гвардейского истребительного авиакорпуса.

## Население

### Численность
- 2007 год — 16 жителей

### Динамика
- 2007 год — 16 жителей